# Clisson et Eugénie
Clisson et Eugénie est une nouvelle romantique, écrite par Napoléon Bonaparte en 1795. Clisson et Eugénie est largement décrit comme un récit fictif de la romance vouée à l'échec d'un soldat et de son amante. L'histoire semble inspirée de la propre relation de Bonaparte avec Eugénie Désirée Clary. 

## Synopsis
Clisson, un soldat français et héroïque révolutionnaire mais fatigué de la guerre, rencontre et tombe amoureux d'Eugénie dans un bain public. À sa retraite de l'armée, Clisson épouse Eugénie. Ils élèvent plusieurs enfants dans une campagne idyllique, mais la guerre reprend et Clisson se sent obligé de servir son pays. Malheureusement, Clisson est blessé au combat et Berville, un camarade envoyé pour réconforter Eugénie, séduit celle-ci, qui cesse d'envoyer des lettres à Clisson. A la fin de son mariage, le cœur brisé, Clisson envoie une dernière lettre à sa femme infidèle et à son nouvel amant avant de délibérément planifier sa mort au front, lors d'une charge armée envers l'ennemi. 

## Inspirations

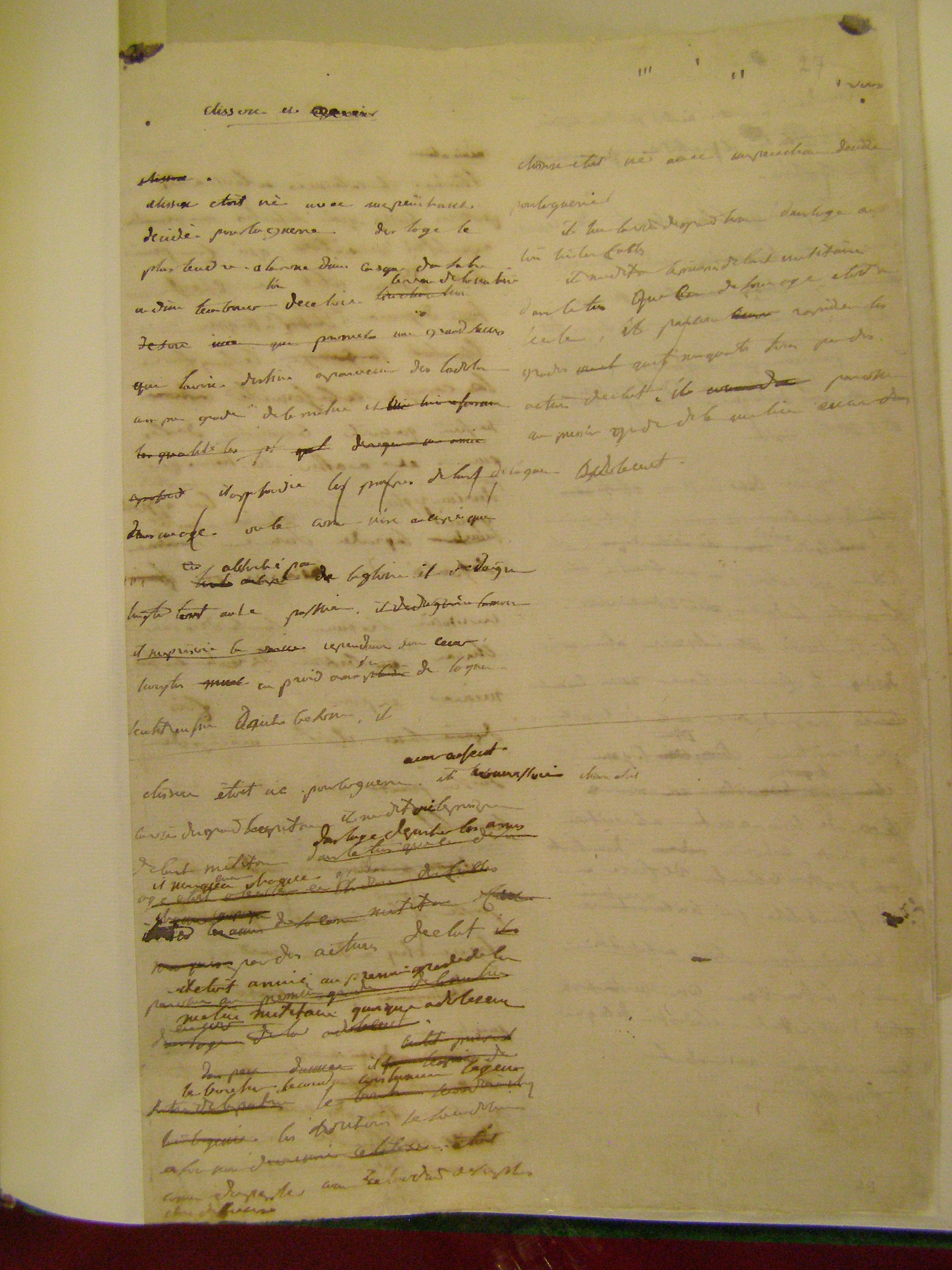
Manuscrit de Clisson et Eugénie, collections du château de Kórnik

L'histoire de Clisson est très inspirée de celle de l'auteur lui-même. En 1939, dans la Revue des Deux Mondes, l'historien de la Révolution française et de l'Empire Émile Dard écrit : « Clisson, c’est Napoléon »,.
Certains observateurs ont affirmé que Napoléon était influencé par les travaux de Jean-Jacques Rousseau, en particulier La Nouvelle Héloïse (1761) et Les Douleurs du jeune Werther de Goethe (1774). Le prénom Clisson a été choisi par Bonaparte en référence à Olivier V de Clisson, connétable de France ayant combattu aux côtés de Bertrand du Guesclin durant la Guerre de Cent Ans.

## Compilation deClisson et Eugénie
Peter Hicks (un historien britannique) et Emilie Barthet ont compilé la version actuelle reconstruite et composite de Clisson et Eugénie à partir de plusieurs ébauches. Le manuscrit était auparavant inédit, fragmenté et dispersé. Étienne Soulange-Bodin, un horticulteur expert travaillant au château de Malmaison, dernier domicile de l'impératrice Joséphine, première épouse de Napoléon, était en possession d'un extrait. Le 22 novembre 1821, cet extrait fut remis à un francophile britannique qui le garda dans sa collection personnelle jusqu'à ce qu'il soit ensuite acheté aux enchères à Sotheby's, Londres, en juillet 1938. Son acheteur, Hermann Eisemann, le revendit à New York, à un ressortissant cubain nommé Julio Lobo. L'extrait réapparu en 2005, au milieu de la collection d'un marchand d'autographes italien, Fausto Foroni.  
Un deuxième fragment contenant quarante pages de manuscrit folio de Napoléon demeurait dans la collection du comte et bibliophine polonais Titus Dzialynski. Il fut authentifié par le personnel de Napoléon lors de la remise du deuxième segment en mai 1822. Ce segment a finalement été publié pour la première fois en 1920 puis plusieurs fois par la suite. 
Une troisième section comprenant quatre pages, fut échangée entre antiquaires et collectionneurs de manuscrits à Londres au début du siècle dernier. Le promoteur immobilier britannique et socialiste Howard Samuel achète les pages pour deux mille trois cents livres en 1955. Ces pages sont désormais conservées au Karpeles Manuscript Library Museum de Santa Barbara, en Californie.    
Un quatrième segment fut initialement acquis par le comte Grigoriy Vladimirovitch Orlov (1726-1826) en décembre 1823. Il réside maintenant au Musée historique d'État de Moscou. Le comte Orlov avait passé du temps en France et était associé aux favoris de la tsarine Catherine la Grande pendant cette période. Ce quatrième fragment a été publié par Fayard en France pour la première fois en 2007. 
Hicks identifia la cinquième section du manuscrit comme la première page de Clisson et Eugénie. Cette section appartenait auparavant au financier français André de Coppet, qui a accumulé une collection considérable de souvenirs napoléoniens. En décembre 2007, l'extrait fut vendu aux enchères à un collectionneur français privé.  
Le sixième et dernier fragment du texte se composait de quatre pages qui s'étaient détachées du fragment Orlov du Musée historique d'État de Moscou. Au total, Napoléon semble avoir tenté cinq fois d'écrire l'histoire, à en juger par le nombre de manuscrits antérieurs existants.

## Traduction et réédition en anglais
En 2009, les éditeurs britanniques Gallic Books achetèrent les droits en anglais de Clisson et Eugénie, édité par Peter Hicks en 2008. En décembre 2007, Hicks avait découvert une section manquante de la nouvelle de Napoléon. Il compila ensuite plusieurs ébauches de l'œuvre en une édition «définitive». L'introduction est d'Armand Cabasson, un auteur de fiction historique français qui se spécialise dans les romans de meurtre et de fiction criminelle de la période napoléonienne.